# Nannonisconus latipleonus
Nannonisconus latipleonus är en kräftdjursart som beskrevs av Schultz1966. Nannonisconus latipleonus ingår i släktet Nannonisconus och familjen Nannoniscidae. Inga underarter finns listade i Catalogue of Life.